# Han Wenhai
Han Wenhai (韩文海S, Hán WénhǎiP; Dalian, 28 gennaio 1971) è un ex calciatore ed ex giocatore di calcio a 5 cinese.

## Carriera
Han ha disputato il FIFA Futsal World Championship 1992 in cui la nazionale cinese di calcio a 5 è stata eliminata nel girone del primo turno comprendente Spagna, Stati Uniti e Russia.